# Erik Pieters
Erik Pieters (Tiel, 7 de agosto de 1988) é um futebolista neerlandês que atua como lateral-esquerdo. Atualmente joga no Derby County.

## Carreira
Pela Seleção Neerlandesa, o jogador disputou os Jogos Olímpicos de Verão de 2008, realizados na China. Posteriormente chegou a ser convocado para a Euro 2012, mas não se recuperou a tempo para a competição devido a uma lesão no pé. Pieters foi substituído por Jetro Willems, seu companheiro de equipe do PSV.
Em 19 de dezembro de 2024, Pieters foi anunciado como reforço do Luton Town.